# دنیل نورلینی
دنیل نورلینی (انگلیسی: Daniel Norling; ۱۶ ژانویهٔ ۱۸۸۸ – ۲۸ اوت ۱۹۵۸) سوارکار پرش و ژیمناست هنری اهل سوئد بود.